# Тайпан (модуль)
«Тайпан» — український універсальний бойовий модуль, що має на озброєнні спарену 23-мм авіаційну гармату ГШ-23.

## Історія
Був презентований у 2016 році як модуль бронеавтомобіля «Барс-8».

## Харакетристики
Екземпляр, представлений у 2016 році, був обладнаний спареною авіаційною гарматою ГШ-23 калібру 23-мм. За словами розробника, модуль може бути обладнаний кулеметом калібру 7,62 мм або 12,7 мм, а також 30 мм гранатометом з окремим вертикальним приводом.